# TV Mirante São Luís
TV Mirante São Luís é uma emissora de televisão brasileira sediada em São Luís, capital do estado do Maranhão. Opera no canal 10 (29 UHF digital) e é afiliada à TV Globo. É uma das emissoras próprias da Rede Mirante e a cabeça de rede que transmite seus programas para todo o Maranhão.

## História

### Antecedentes

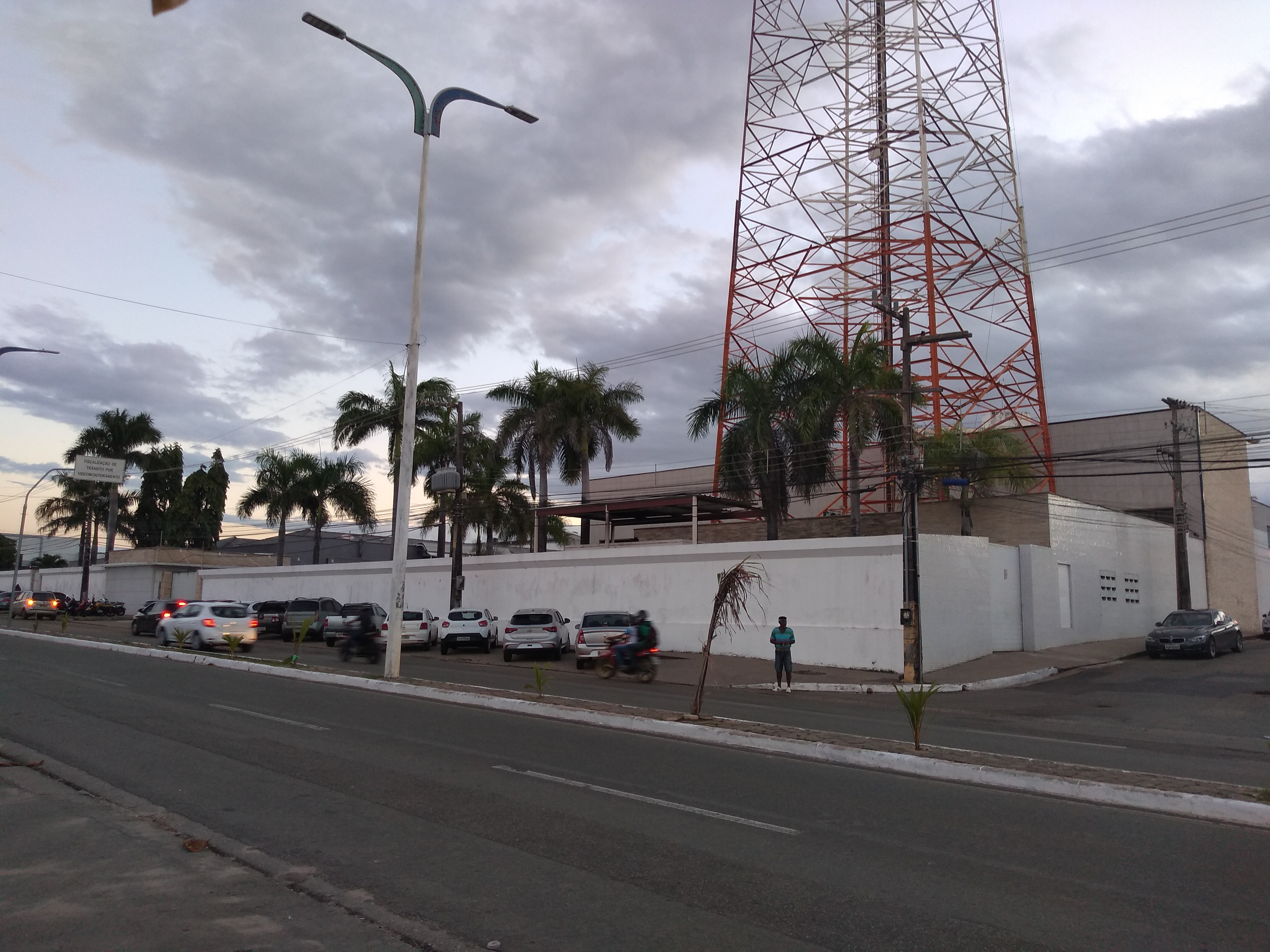
Sede da emissora, em 2019

O passo inicial para o surgimento da emissora foi dado em 1983, quando José Sarney, através de uma sociedade entre seus filhos Fernando Sarney, Roseana Sarney e sua nora Teresa Sarney, recebeu a outorga do canal 10 VHF de São Luís. O prazo para a implantação da emissora vencia em 1985 e o projeto ainda não estava concluído até então. Com a ajuda do então ministro do interior Mario Andreazza, Sarney conseguiu prorrogar o prazo até 1987, sendo que após se tornar presidente da República conseguiu fazer o projeto andar com um investimento de cerca de 800 mil dólares.
Durante os preparativos para o lançamento da emissora, Sarney negociou com Magno Bacelar, proprietário da TV Difusora uma troca de afiliação, para que a TV Mirante estreasse como afiliada à Rede Globo. Bacelar recusou a proposta, ao passo que a Globo renovou o contrato de afiliação por mais 5 anos, e a TV Mirante teve então de se afiliar com o SBT. Fernando Sarney optou pela rede de Silvio Santos, pois num comparativo com a Rede Manchete, sua segunda opção, o SBT tinha 22% do bolo comercial e 19% da média de audiência, contra 1,5% e 2,3% da Manchete, respectivamente.

### Sistema Brasileiro de Televisão (1987–1991)
A TV Mirante foi oficialmente inaugurada na tarde do dia 15 de março de 1987, com uma cerimônia realizada em seus estúdios no São Francisco e transmitida ao vivo pela emissora. O arcebispo de São Luis, Dom Paulo Eduardo Andrade Ponte batizou os estúdios e os equipamentos, importados do Japão, e logo em seguida foi exibido o primeiro programa, o telejornal Mirante Notícias, apresentado por Valéria Pedrosa e Nilton Serra.
A inauguração da emissora concretizou então a formação do Sistema Mirante de Comunicação, que já contava com a TV Imperatriz (atual TV Mirante Imperatriz), as rádios Mirante FM de São Luís, Verdes Campos de Pinheiro, Mearim de Caxias e o jornal O Estado do Maranhão.

### Rede Globo (1991–presente)
Em 1.º de fevereiro de 1991, a TV Mirante deixa o SBT e passa a ser afiliada à Rede Globo, trocando de afiliação com a TV Difusora e concretizando o desejo dos proprietários desde a fundação. A emissora então passa a transmitir em cadeia com a TV Mirante Imperatriz, formando a Rede Mirante, que hoje também conta com emissoras em Caxias e Balsas.
Com a troca de afiliação, a emissora assume então a liderança de audiência, antes ocupada pela TV Difusora. No decorrer da década, são feitos vários investimentos em tecnologia e expansão do sinal para localidades no interior do Maranhão, bem como a integração com as outras emissoras componentes da rede na produção de matérias para os telejornais.
No final dos anos 2000, a TV Mirante promove uma série de reformas na estrutura de sua sede em São Luís, que passa a contar com uma nova redação de jornalismo, de onde os telejornais passariam a ser apresentados em 2010, além de uma nova torre de transmissão com 110 metros de altura, preparada para as transmissões digitais que se iniciaram no mesmo ano.
Em 29 de abril de 2010, um raio atingiu as instalações da TV Mirante, danificando equipamentos e prejudicando suas linhas telefônicas, bem como a operação das rádios do grupo. O raio também afetou os equipamentos de transmissão digital da emissora, fazendo com que a estreia do seu sinal digital fosse adiada. Em 15 de março de 2012, a emissora passa a dispor das versões locais dos portais G1 e globoesporte.com, assim como as demais afiliadas da Rede Globo.

## Sinal digital
| Canal virtual | Canal digital | Resolução de tela | Programação                                          |
| ------------- | ------------- | ----------------- | ---------------------------------------------------- |
| 10.1          | 29 UHF        | 1080i             | Programação principal da TV Mirante São Luís / Globo |
| 10.2          | 29 UHF        | 1080i             | TV Educação / Emissora Independente                  |

A emissora iniciou suas transmissões digitais em 9 de dezembro de 2009, em caráter experimental, através do canal 29 UHF, sendo a primeira emissora do Maranhão a operar na nova tecnologia. Em 21 de dezembro do mesmo ano, o então ministro das comunicações Hélio Costa veio à São Luís assinar o termo de consignação do canal digital da emissora, bem como os da TV Difusora e TV Brasil Maranhão.
Com o raio que atingiu a emissora em 29 de abril de 2010, o sinal digital que ainda estava em caráter experimental acabou saindo do ar após os equipamentos serem danificados. O departamento de engenharia da emissora trabalhou para solucionar problema e restabeleceu o sinal digital apenas em 1.º de maio. Com isso, o lançamento oficial que estava previsto para 15 de março (data do aniversário de 23 anos da emissora) foi adiado para 3 de maio. Às 18h55, durante o JMTV 2.ª edição, a emissora iniciou oficialmente suas transmissões digitais com uma cerimônia realizada na sua sede, onde estiveram presentes a presidente do Sistema Mirante de Comunicação, Teresa Sarney, além de vários colaboradores e convidados. Dentre os representantes da Rede Globo, estiveram presentes Octávio Florisbal, diretor-geral, Artur Villela, gerente de Engenharia de Afiliadas e Expansão, Cláudia Quaresma, diretora da Central de Relacionamento com Afiliadas, dentre outros executivos.
O primeiro programa da emissora a ser produzido em alta definição foi o Repórter Mirante, ainda durante as transmissões experimentais em 2010. Os demais programas e telejornais só passaram a ser produzidos e exibidos neste formato em 16 de dezembro de 2013.
Em 8 de março de 2021, em parceria com o Governo do Estado do Maranhão, a emissora colocou no ar a TV Educação, através do subcanal 10.2, para a transmissão de teleaulas aos alunos da rede estadual de ensino que ficaram sem ir para a escola em função da pandemia do Coronavírus. Em junho, os espaços vagos da programação de teleaulas passaram a ter a retransmissão da programação do Canal Futura.
Transição para o sinal digital
Com base no decreto federal de transição das emissoras de TV brasileiras do sinal analógico para o digital, a TV Mirante, bem como as outras emissoras de São Luís e região metropolitana, cessou suas transmissões pelo canal 10 VHF em 28 de março de 2018, seguindo o cronograma oficial da ANATEL. A emissora encerrou as transmissões analógicas às 23h59, após a transmissão da semifinal do Campeonato Carioca entre Flamengo e Botafogo, juntamente com a cobertura extra da semifinal do Campeonato Paulista entre Corinthians e São Paulo, que se estendeu para uma cobrança de pênaltis encerrada minutos antes do desligamento, quando a emissora então inseriu o slide do MCTIC e da ANATEL sobre o switch-off.

### Jornalismo

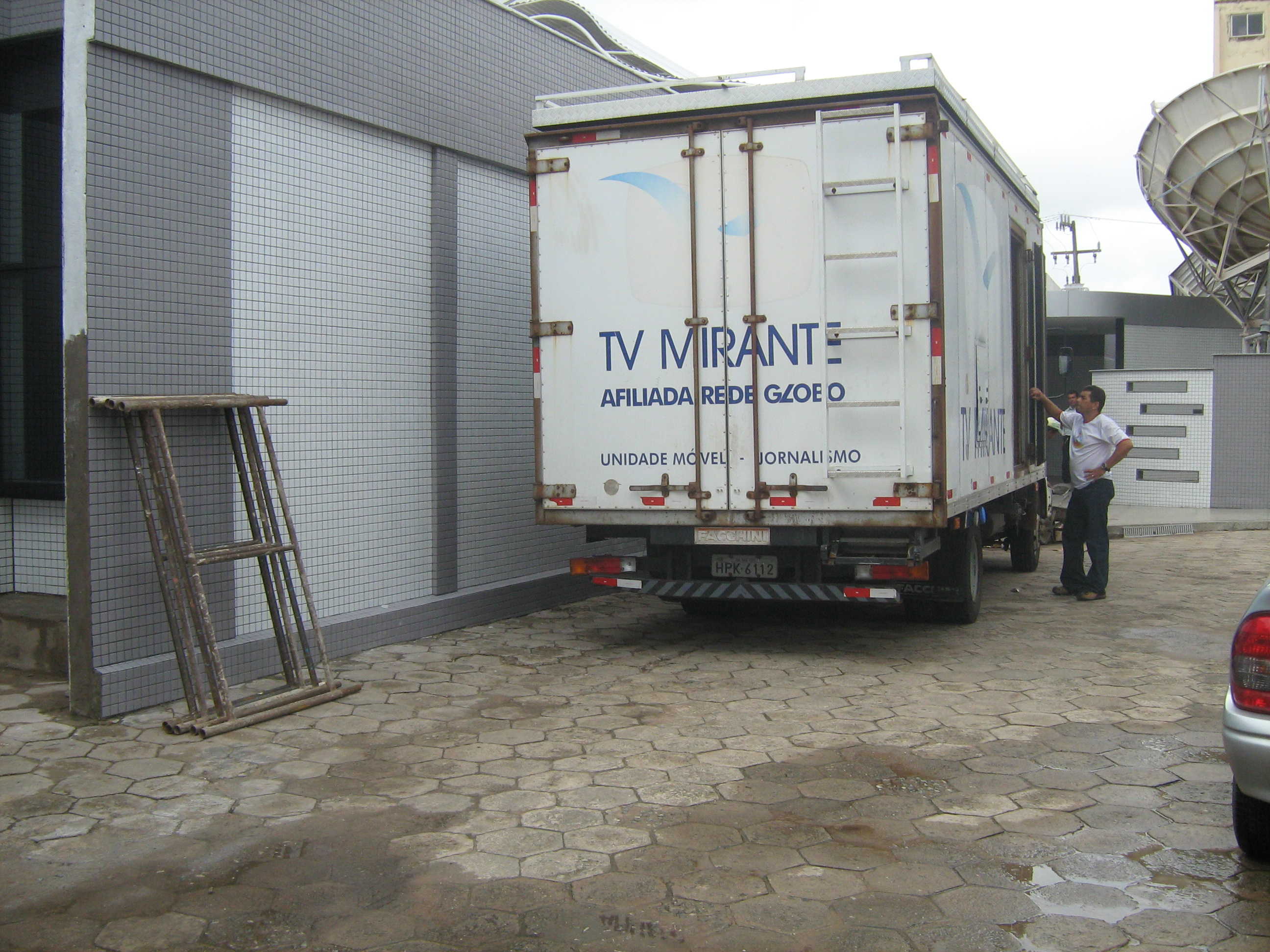
Antigo caminhão de externas da emissora, em 2009

O jornalismo da emissora era inicialmente composto pelo telejornal Mirante Notícias, apresentado por Valéria Pedrosa e Nilton Serra e exibido no horário noturno, e o esportivo Camisa 10, apresentado pelo radialista Herbert Fontenele, na faixa do meio-dia. Em 1988, com a estreia do TJ Manhã pelo SBT, foi criado um bloco local do telejornal apresentado por Rômulo Barbosa.
Após a afiliação com a Rede Globo em 1991, os telejornais são reformulados com vista a se adequar aos padrões jornalísticos da rede. O Mirante Noticias é extinto e substituído pelo Jornal do Maranhão, equivalente ao padrão Praça TV, com duas edições. No período matutino, entra no ar o Jornal da Manhã, equivalente ao Bom Dia Praça, e na faixa do meio-dia, estreia o bloco local do Globo Esporte.
Em 7 de maio de 1993, a segunda edição do Jornal do Maranhão passa a ser apresentada por Sirlan Sousa, que se manteve no comando do telejornal até 2010. Em 1996, a dupla Sidney Pereira e Simone Gratz passa a apresentar o Jornal da Manhã, sendo substituídos por Maria da Luz em 1998.
Em 1999, estreia aos sábados o programa jornalístico Repórter Mirante, que a exemplo do Globo Repórter exibe matérias especiais sobre o estado. Aos domingos, estreou o Mirante Comunidade, que apresentava matérias de cunho comunitário e ações sociais da área de São Luís.
Em 14 de novembro de 2001, mesmo dia em que é transmitida a partida entre Brasil e Venezuela em São Luís, válida pelas Eliminatórias da Copa do Mundo, a TV Mirante reformula novamente sua programação, sobretudo a parte jornalística, onde a emissora passa a focar suas produções. O Jornal da Manhã passa a se chamar Bom Dia Mirante, ganhando a apresentação de Soares Júnior (vindo da TV Difusora) e Carla Georgina, e o Jornal do Maranhão passa a se chamar JMTV. O Camisa 10, apresentado aos sábados, passa a se chamar Esporte 10, e suas pautas passam a focar nos esportes amadores e outras modalidades esportivas.
Em 2005, o Mirante Comunidade é substituído pelo Mirante Rural, versão local do Globo Rural, e que já era exibido desde os anos 90 pela TV Mirante Imperatriz. Em 2006, o JMTV 1.ª edição passa a ser apresentado por Júnior Albuquerque, até então apresentador do JMTV 2.ª edição pela TV Mirante Cocais, passando a fazer dupla com Ana Guimarães, que já apresentava o telejornal desde 1994. No Bom Dia Mirante, a repórter Janaína Bordalo substitui Carla Georgina, passando a fazer dupla com Soares Júnior.
Em 17 de fevereiro de 2008, estreia nos intervalos da programação o boletim informativo Mirante Notícia, à exemplo do padrão jornalístico Radar, que já existia nas emissoras próprias da Rede Globo desde os Jogos Pan-Americanos de 2007. O boletim ficou no ar fixamente até meados de 2017, voltando ao ar algumas vezes em forma de plantão jornalístico posteriormente.

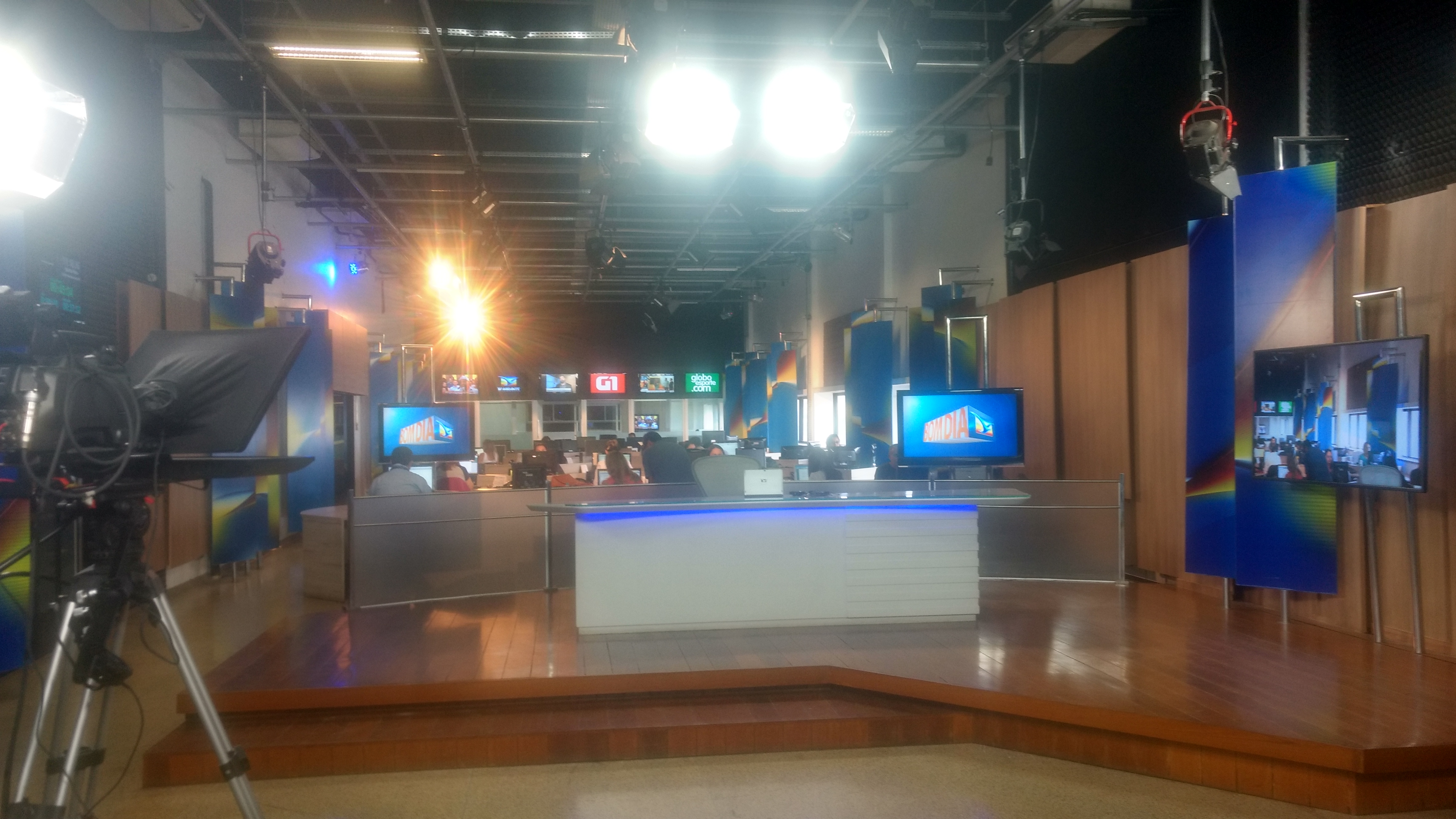
Newsroom utilizada pelos telejornais da emissora, em 2017. A configuração de cenário mostrada na imagem foi usada entre 2010 e 2019

Em 28 de junho de 2010, o Bom Dia Mirante e o JMTV deixam o antigo estúdio e passam a ser apresentados na redação da emissora, adotando o formato newsroom. Em 17 de julho, o JMTV 2.ª edição passa a ser apresentado por Amanda Couto, após Sirlan Sousa deixar a emissora para se candidatar a deputada estadual.
Em 24 de outubro de 2014, Amanda Couto deixa a apresentação do JMTV 2.ª edição após ser contratada pela TV A Crítica de Manaus, Amazonas. Em seu lugar, o repórter Giovanni Spinucci passou a apresentar o telejornal, sendo promovido a âncora. Em 25 de abril de 2015, com a reformulação da grade da Rede Globo aos sábados, a TV Mirante move o Repórter Mirante para as 8h30 da manhã, e extingue após 14 anos de exibição o Esporte 10, que agora passava a ser apenas um quadro do JMTV 1.ª edição aos sábados.
Em 3 de fevereiro de 2020, Célia Fontinele, que até então era folguista dos telejornais da emissora, assumiu a apresentação do Bom Dia Mirante ao lado de Soares Júnior, substituindo Janaína Bordalo. Bordalo retornou para as reportagens externas após mais de 10 anos como titular do jornal. Em 9 de março, a emissora estreou a sua versão local do boletim G1 em 1 Minuto, apresentada por Lucas Vieira.
Em agosto de 2021, Jessica Melo deixou a TV Mirante, sendo substituída por Célia Fontinele no comando do Mirante Rural a partir de 15 de agosto. Em 31 de agosto, Júnior Albuquerque apresentou pela última vez o JMTV 1.ª edição, sendo desligado pela emissora no mês seguinte. Com a sua saída, o telejornal passou a ser apresentado apenas por Ana Guimarães. Em 16 de fevereiro de 2022, a emissora reformulou a versão local do Globo Esporte, que após 31 anos apenas como um bloco local, passou a ser produzido na íntegra pela TV Mirante, a exemplo de outras afiliadas da Globo pelo país.
Em agosto do mesmo ano, o repórter Alex Barbosa assumiu a direção de jornalismo da TV Mirante, substituindo Roberto Prado, que dirigia o departamento desde 2011. A nova gestão fez várias mudanças no setor, que culminaram na saída de Ana Guimarães do JMTV 1.ª edição, após quase 29 anos como âncora do telejornal, e na efetivação de Adailton Borba como titular a partir de 3 de setembro. Em 5 de setembro, Celia Fontinele tornou-se uma das editoras do JMTV 2.ª edição, deixando o comando do Bom Dia Mirante apenas com Soares Júnior. Ela também assumiu a apresentação do Repórter Mirante, substituindo Tayse Feques (que se tornou editora do JMTV 1.ª edição), enquanto Soares Júnior assumiu o Mirante Rural.
Em 2 de janeiro de 2023, o Bom Dia Mirante passou a ser apresentado pela repórter Vanessa Fonseca e pelo comentarista Clóvis Cabalau, que substituíram Soares Júnior após 21 anos no comando do telejornal, enquanto o JMTV 1.ª edição voltou a ser feito em dupla, após Tayse Feques juntar-se a Adailton Borba. E por fim, em 5 de janeiro, Jana Fontenele, vinda da Mirante FM, assumiu a apresentação do Globo Esporte, enquanto Marco Aurélio, que apresentava o programa desde 1995, tornou-se editor da atração.
Em 14 de abril, Adailton Borba apresentou pela última vez o JMTV 1.ª edição, pedindo demissão da TV Mirante para assumir um cargo no setor de comunicação da Defensoria Pública do Estado do Maranhão, o que encerrou a sua segunda passagem pela emissora. Com a sua saída, Davi Araújo assumiu a apresentação do telejornal em 24 de abril.
Em 1 de fevereiro de 2025, estreou o Bom Dia Sábado, novo telejornal semanal da emissora em produção local com a apresentação de Amélia Cristina na faixa das 6h50. Com a estreia, a emissora alterou sua programação com o Repórter Mirante passando para as 8h30.

### Entretenimento
O entretenimento da emissora era inicialmente composto pelos programas Idéia Nova e Studio 10. Em 1990, o Studio 10 é extinto, e em seu lugar passa a ser exibido o Maranhão TV, transferido por José Raimundo Rodrigues da TV Ribamar. O programa fica na grade até 1991, quando migra para a TV Difusora após a troca de afiliação com a TV Mirante.
Em 1992, entra no ar o Meio-Dia, talk show com celebridades culturais, políticas, sociais e econômicas. Em 1993, é a vez do Ação EnCena, programa de cultura, variedades e comportamento que abordava o mundo jovem de São Luís, apresentado por Cecília Leite, e que era exibido aos sábados, ficando no ar até 1996.
Neste mesmo ano, em 7 de outubro, no horário onde nacionalmente era exibida a reprise de Os Trapalhões no período matinal, estreava o Revista 10, uma revista eletrônica de assuntos variados, com apresentação de Valéria Pedrosa, mantendo-se no ar até 13 de novembro de 2001. Em 1999, entrou no ar o Estação Cultura, exibido aos sábados, também no ar até 2001. A partir daí, a emissora passou a produzir apenas programas jornalísticos, mantendo um hiato de 16 anos em produções da área.
Em 7 de outubro de 2017, a TV Mirante estreou o Daqui, programa de variedades apresentado por Heloísa Batalha e Nynrod Weber, radialistas da Mirante FM. O programa conta com matérias sobre iniciativas e o meio cultural local. Além dos apresentadores, também compõem o elenco os integrantes da peça teatral Pão com Ovo (Adeílson Santos, Charles Júnior e César Boaes), o vlogueiro Max Pavianni e a digital influencer Thaynara OG. Em 2021, o elenco da peça Pão com Ovo passou a atuar em um programa próprio em formato de série, cuja temporada estreou em 13 de março.
Em 13 de maio de 2023, a TV Mirante expandiu sua programação local aos sábados com o Tô Chegando, atração exibida por temporada que marcou a estreia de Paulinha Lobão na emissora após mais de 20 anos na TV Difusora. Nele, a apresentadora e o influenciador digital Thalysson Paiva (Sem Roteiro) excursionam pelos bairros de São Luís apresentando figuras e personagens de destaque das comunidades.